# Уэстерн-Брук-Понд

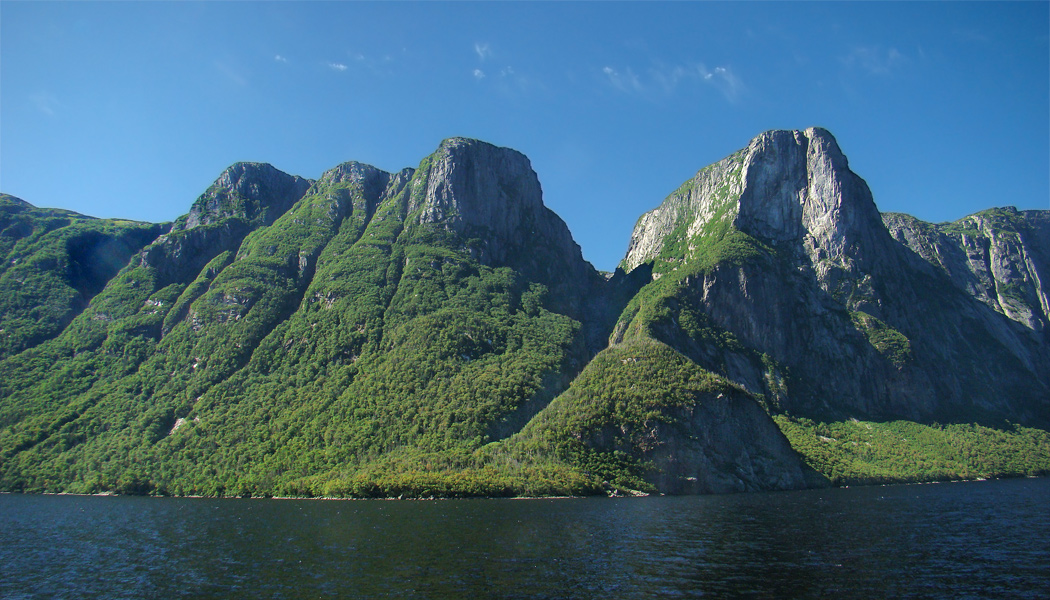

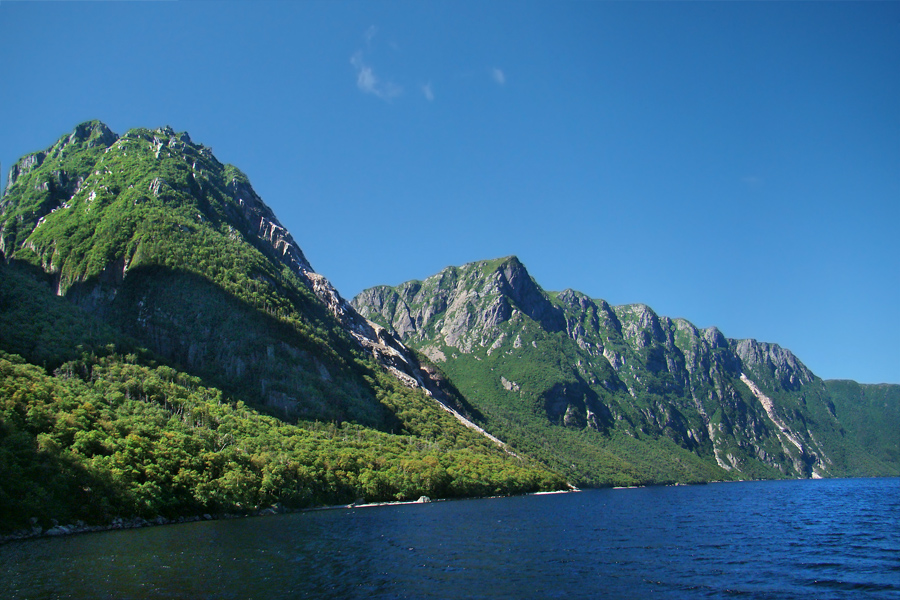

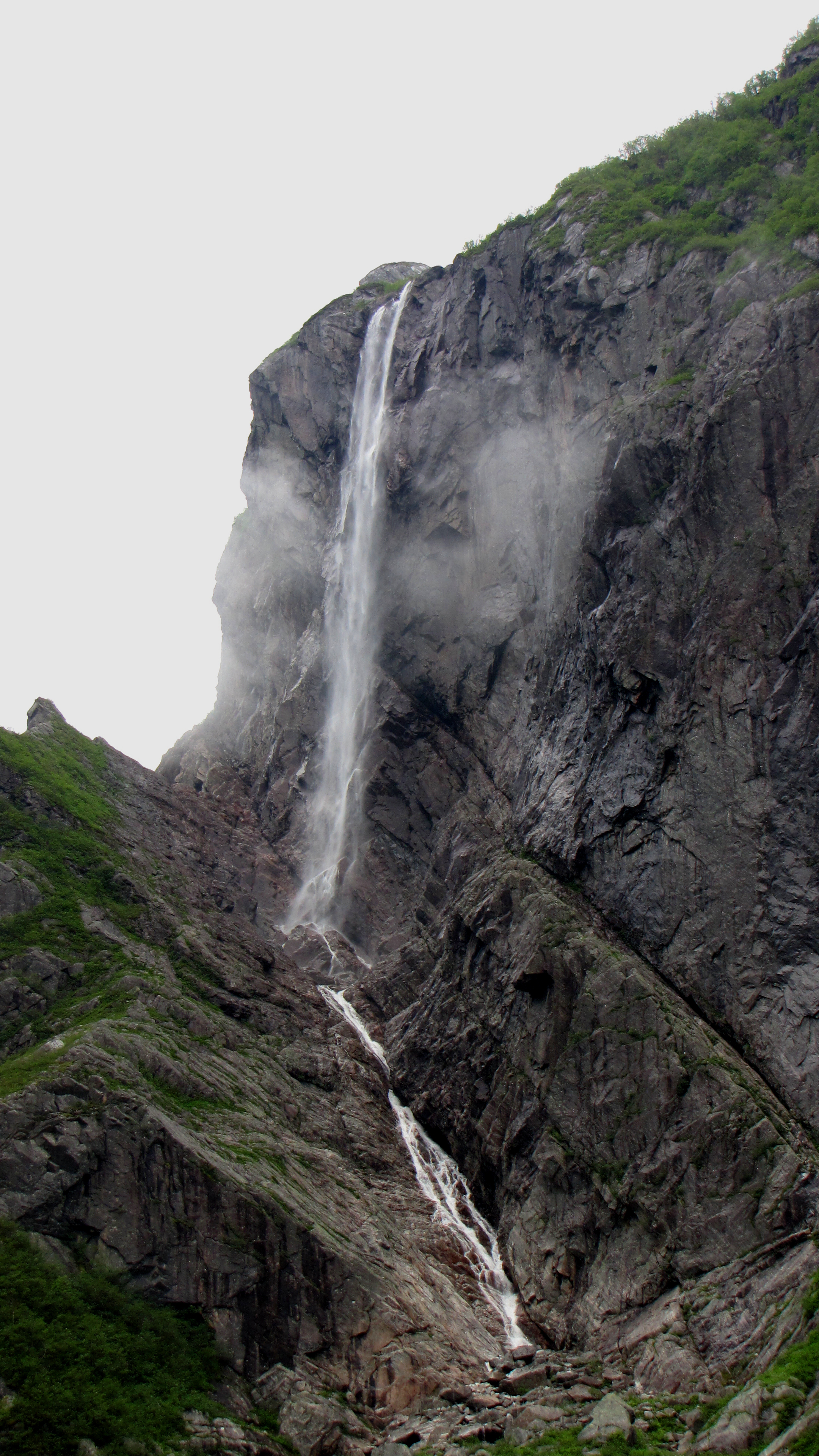
Водопад Pissing Mare Falls

Уэстерн-Брук-Понд (англ. Western Brook Pond) — озеро, расположенное в западной части острова Ньюфаундленд, в провинции Ньюфаундленд и Лабрадор, Канада.

## География
Озеро находится на территории национального парка Грос-Морн между отрогами горного хребта Лонг-Рейндж, являющегося северной частью горной системы Аппалачи.
Общая площадь озера составляет 23 км². Объём воды — 1,65 км³. Площадь водосборного бассейна — 171 км². Высота над уровнем моря — 30 метров.
Озеро первоначально было фьордом, который превратился в озеро после последнего ледникового периода в резульнате послеледникового подъёма суши. Хотя более 60 % от общего объёма озера находится ниже уровня моря, его вода является полностью пресной.
Уэстерн-Брук-Понд является одним из самых грандиозных озёр в национальных парках Канады. Более широкая западная оконечность зера окружена относительно плоскими и низкими берегами. В более узкой восточной части озеро окружают крутые утёсы высотой около 600 метров.
Водосборный бассейн озера лишь в 7.4 раза превышает размер самого озера. Озеро получает питание от более чем 20 ручьёв. Большинство этих ручьёв образуют водопады или каскады водопадов, круто обрываясь вниз с горных плато. Водопад Pissing Mare Falls высотой 350 метров является одним из самых больших по высоте на востоке Северной Америки.
До образования национального парка Грос-Морн в 1972 году об озере мало кто знал, кроме местных жителей. Сейчас же озеро становится всё более популярным среди посещающих парк туристов.

## Климат
Средняя температура самого холодного месяца (января) равна −9,1 °C, средняя температура самого тёплого месяца (июля) равна 16,4 °C, среднегодовая температура составляет 4,2 °C. Максимальное количество осадков выпадает в сентябре (167 мм), минимальное — в марте (26 мм), среднегодовое количество осадков составляет 1104 мм. Ледостав с февраля по март. Резкий перепад высоты окружающих озеро берегов способствует внезапной турбулентности воздуха и сильным порывистым ветрам, которые делают озеро очень рискованным для плавания на лодках.